# Jöns Laurentii
Jöns Laurentii var en svensk kanik i Uppsala från 1501, Gustav Vasas kansler 1523 och under 1531 tillförordnad ärkebiskop.
Jöns Laurentii var son till Lasse Garp. Hans morbröder var lagmannen i Södermanland Peder Ragnvaldsson (Fargalt) lagmannen i Norrfinne Erik Ragvaldsson (Fargalt), båda riksråd. Han härstammade från Östergötland där hans fädernejord låg och en syster till honom var priorinna i Skänninge nunnekloster. 1501 omtalas Jöns Laurentii första gången som kanik i Uppsala, mellan 1509/1512 och 1529 innehade han Bondkyrko socken som prebende och senare Rasbo socken. Han användes 1503 av riksråden som sändebud till Erik Turesson (Bielke) på Viborgs slott och 1504 som sändebud till Novgorod. Han var 1516 tillsammans med Kristofer Lintorp och Erik Geting representant för Uppsala domkapitel vid mötet i Södertälje. Jöns Laurentii fungerade från hösten 1516 sedan belägringen av Almarestäkets borg inletts som sändebud mellan Sten Sture den yngre och domkapitlet i Uppsala och var åter dess representant i förhandlingar med riksföreståndaren våren 1518. Han omtalas som en av de anklagade då Sten Stures anhängare stämdes inför påven för att svara för sina övergrepp mot ärkebiskop Gustav Trolle och måste 1520 göra skriftlig avbön och avsäga sig sitt säte och sitt ämbete i domkapitlet. Han fick dock behålla kaniktiteln och Rasbo socken som sitt prebende.
Efter Gustav Vasas maktövertagande kom Jöns Laurentii åter till nåder och arbetade 1522-1524 med uppbörden av silver från uppländska sockenkyrkor för att betala skulden till Lübeck. Åtminstone 1523 tituleras han som Gustav Vasas kansler, men avgick från ämbetet sedan han samma år utsetts till dekan i Uppsala. Jöns Laurentii var dock lojal med katolska kyrkan något som snart ådrog honom Gustav Vasas missnöje. Han hamnade dock aldrig i onåd och sedan Johannes Magnus flytt utomlands och domprosten Jöran Turesson (Tre Rosor) gjort uppror utsågs Jöns Laurentii att "styra och regera" ärkestiftet i ärkebiskopens ställe. Vid ärkebiskopsvalet 1531 var han en av kandidaterna men erhöll endast tre röster. Jöns Laurentii skrev sitt testamente 1536 men var åtminstone 1537 ännu i livet då han närvarade vid kyrkomötet i Strängnäs.